# Apodacra africana
Apodacra africana är en tvåvingeart som beskrevs av Boris Borisovitsch Rohdendorf 1930. Apodacra africana ingår i släktet Apodacra och familjen köttflugor.
Artens utbredningsområde är Marocko. Inga underarter finns listade i Catalogue of Life.